# Vajra

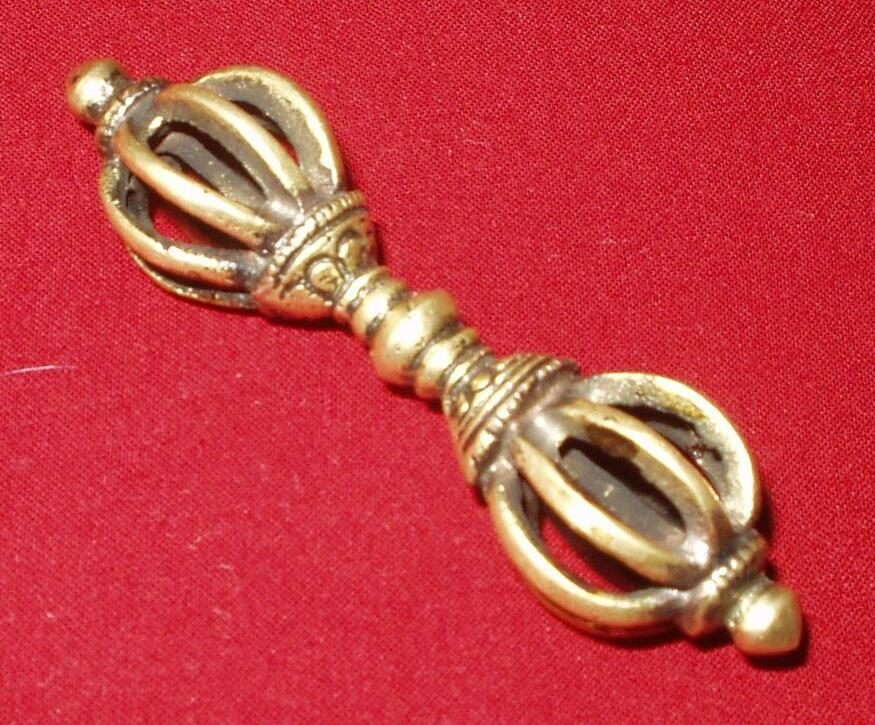
Un vajra d'or

En sànscrit, la paraula vajra significa tant ‘diamant’ com ‘raig’.
- vajra, en el sistema IAST (alfabet internacional de transliteració sànscrita).[1]
- वज्र, en devanagari.
- Etimologia: ‘el dur’ o ‘el poderós'. Representa la duresa del diamant i la força del llampec.

## En l'hinduisme
En l'hinduisme es diu així l'arma d'Indra, que va elaborar amb les mans Vishua Karma (l'artesà i arquitecte dels déus) amb els ossos del rishi Dadhichi.
Segons la descripció en el Rigveda (II mil·lenni ae), el text més antic de la literatura de l'Índia, el vajra tenia la forma d'un disc.
Més tard en el Purana (primers segles abans de la nostra era) se'l descriu com dos rajos transversals que s'encreuen com una ics.
A vegades s'aplica aquest nom a armes semblants usades per diversos déus o éssers sobrehumans, o a qualsevol arma mítica que pot destruir encisos o màgia.
També se l'anomena maniu (‘ira’).
Quan està acompanyat per apām (‘aigua’) és un raig d'aigua.
També es diuen vajra els raigs elèctrics que cauen del cel, que es creia que provenien de l'energia centrífuga del vasjra circular d'Indra quan el llançava contra un enemic.
En l'actualitat, el vajra és una arma simbòlica religiosa d'or, consta d'una esfera amb dos lotus als costats, que es perllonguen en cinc o nou raigs, i sempre hi ha un raig central.

## En el budisme
Al Tibet, Bhutan i Nepal, el vajra té forma de campana i s'anomena dorje, que també és el terme comunament usat per al fal·lus.
Se'n pot veure en la representació de moltes deïtats budistes.